# 微紅梭羅蝠魚
微紅梭羅蝠魚，為輻鰭魚綱鮟鱇目棘茄魚亞目棘茄魚科的其中一種，分布於中東太平洋的夏威夷群島海域，屬深海底棲性魚類，棲息深度786-872公尺，體長可達13.6公分，棲息在底層水域，生活習性不明。